# Heliconius extrema
Heliconius extrema är en fjärilsart som beskrevs av William James Kaye 1918. Heliconius extrema ingår i släktet Heliconius och familjen praktfjärilar. Inga underarter finns listade i Catalogue of Life.